# 堀坂浩太郎
堀坂 浩太郎（ほりさか こうたろう、1944年6月4日 - ）は、日本のブラジル政治経済学者、上智大学名誉教授。

## 来歴
東京都出身。1968年国際基督教大学卒業、1970年日本経済新聞社証券部記者、1972年財団法人国際開発センター研究助手、1973年日本経済新聞産業部記者、1978年サンパウロ支局特派員、1982年外報部記者、1983年上智大学外国語学部ポルトガル語学科助教授、教授、2003-2004年外国語学部長。2007年10月 - 2010年3月上智大学イベロアメリカ研究所所長。2010年名誉教授。
ブラジルについて研究、1987年『転換期のブラジル』でヨゼフ・ロゲンドルフ賞受賞。2022年、瑞宝中綬章受章。

## 著書
- ドキュメント・カントリー・リスク 金融危機世界を走る 日本経済新聞社 1983.6
- 転換期のブラジル 民主化と経済再建 サイマル出版会 1987.7
- 南米南部地域における天然ガスのインフラ整備と地域統合 国家主義的発想と地域主義的発想のはざまで 上智大学イベロアメリカ研究所 2008.3 (ラテンアメリカ・モノグラフ・シリーズ

## 共編著
- ラテンアメリカ民営化論 先駆的経験と企業社会の変貌 細野昭雄,長銀総合研究所共編 日本評論社 1998.9
- 変動するラテンアメリカ社会 「失われた10年」を再考する グスタボ・アンドラーデ共編 彩流社 1999.4
- ラテンアメリカ新生産システム論 ポスト輸入代替工業化の挑戦 小池洋一共編 日本貿易振興会アジア経済研究所 1999.10
- アジアとラテンアメリカ 新たなパートナーシップの構築 西島章次,ピーター・スミス共編著 彩流社 2002.7
- ラテンアメリカ多国籍企業論 変革と脱民族化の試練 細野昭雄,古田島秀輔共著 日本評論社 2002.11
- ブラジル新時代 変革の軌跡と労働者党政権の挑戦 勁草書房 2004.3
- メキシコ革命の100年歴史的総括と現代的意義 岸川毅共編 上智大学イベロアメリカ研究所 2010.3（ラテンアメリカ・モノグラフ・シリーズ）

## 翻訳
- ブラジル経済の奇跡 マリオ・H.シモンセン 水野一共訳 新世界社 1974.4 （ラテン・アメリカ経済選書）
- ポスト権威主義 ラテンアメリカ・スペインの民主化と軍部 アルフレッド・C.ステパン 同文館出版 1989.5

## 参考
- 南回帰線・北回帰線
- J-GLOBAL